# Gare de Shenzhen-Est
La gare de Shenzhen-Est (Shenzhendong) est une gare ferroviaire chinoise situé à Shenzhen. Elle est créée en 1911. En 2008, elle est démolie puis reconstruite en 2012. Elle est située à proximité de la station de métro Buji, desservie par les lignes 3 et 5 du métro de Shenzhen.